# خيسوس أليخاندرو كروز غوتيريز
خيسوس أليخاندرو كروز غوتيريز (بالإسبانية: Jesús Alejandro Cruz Gutiérrez)‏ هو سياسي مكسيكي، ولد في 26 نوفمبر 1951 في المكسيك. حزبياً، نشط في الحزب الثوري المؤسساتي. وقد انتخب عضو مجلس النواب المكسيك.